# احمتلر، بالو
احمتلر، بالو (به لاتین: Ahmetler, Bolu) یک  Köy  در ترکیه است که در استان بولی واقع شده‌است.

## خصوصیات
احمتلر ۱۶۱ نفر جمعیت دارد.